# Formas Únicas de Continuidade no Espaço

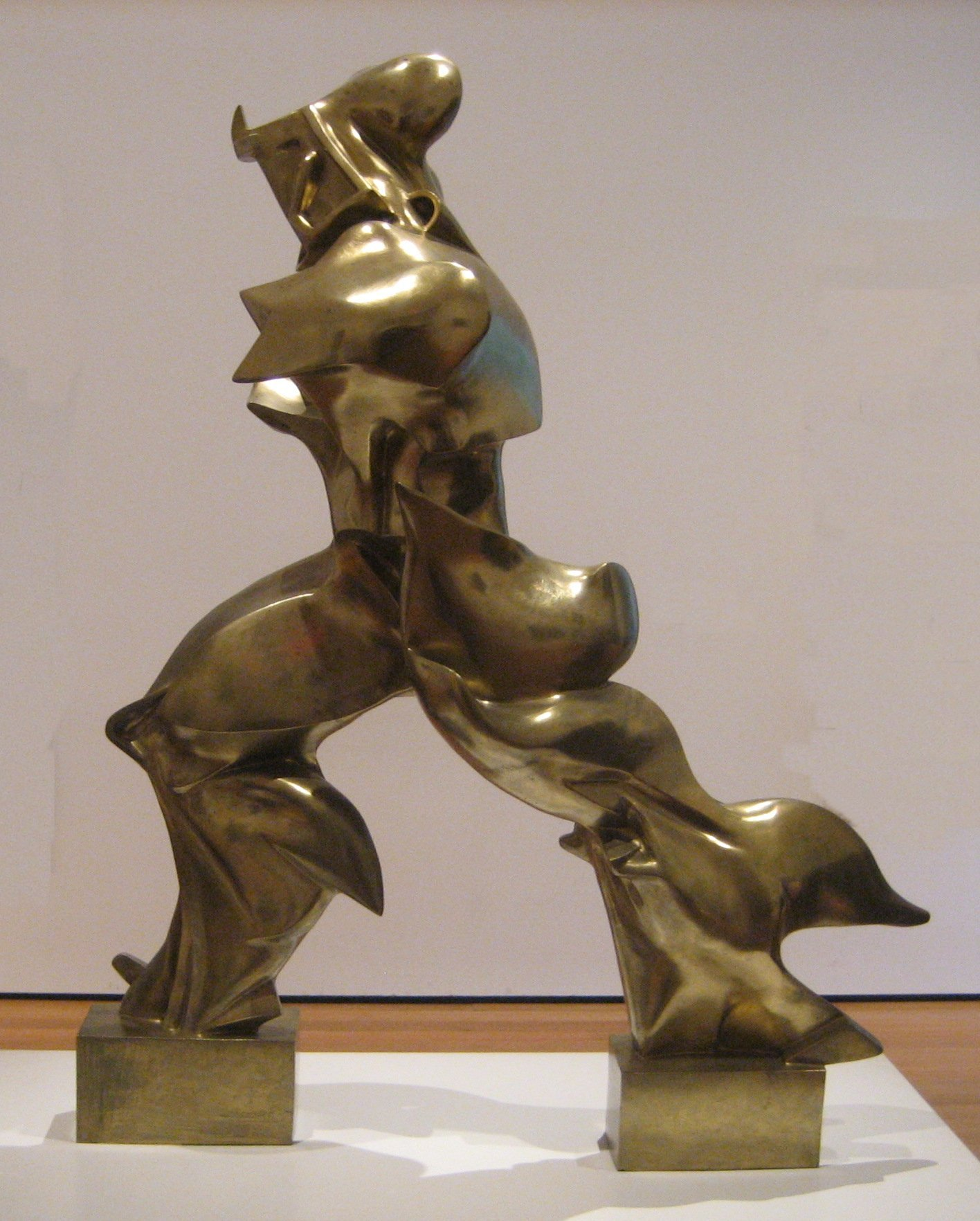
Formas Únicas de Continuidade no Espaço, 1913

Formas Únicas de Continuidade no Espaço é uma célebre escultura futurista do artista da avant-garde italiana Umberto Boccioni. A versão original é em gesso, havendo fundições póstumas em bronze em alguns museus do mundo. Possui 111,2 cm de altura por 88,5 cm de comprimento e 40 cm de largura. O original está em São Paulo, no Museu de Arte Contemporânea da USP. Há cinco fundições posteriores em bronze, uma também no MAC-USP e as demais dispersas em museus de Nova York, Londres e Los Angeles, Milão y Cosença, en Calábria.
Com esta escultura Boccioni tentou, muito para além da impressão de movimento, explorar a noção de velocidade e de força na escultura, pretendendo atribuir valores lumínicos à superfície esculpida. A escultura ultrapassa os limites corpórios do ser-humano, sendo que se assemelha a uma bandeira a esvoaçar com o vento. Parece que o corpo que ali se representa serpenteia, lutando contra uma força invisível. Embora o resultado (físico) seja um retrato a três dimensões, o corpo em movimento introduz uma quarta dimensão, o tempo. 
Na sua "luta" contra essa força invisível, o corpo vai-se deslocando, deixando para trás pedaços de si.
O gesso original feito em 1913 foi adquirido por Ciccillo Matarazzo em 1952, junto com o gesso original de outra célebre escultura de Boccioni, Desenvolvimento de uma garrafa no espaço. Ambas foram doadas por Ciccillo ao MAC-USP em 1963. Quatro exemplares foram fundidos em bronze a partir do gesso original, após a morte do artista. Um encontra-se no MoMA (1931) e outro no Metropolitan Museum of Art (1942), ambos em Nova York. O terceiro foi fundido em 1960, e também se encontra na coleção do MAC-USP. O quarto e último foi fundido pelo MAC a pedido da Tate Gallery, e trocado em permuta por uma escultura de Henry Moore, encontrando-se em Londres desde 1972. Uma outra versão foi fundida em 1972, mas não a partir do gesso original, e sim da versão de 1942 do Metropolitan. Encontra-se no Museu de Arte Contemporânea de Los Angeles.
A peça em gesso é uma das poucas peças originais feitas pelo artista que se safaram da destruição ocorrida em uma exposição póstuma realizadas na Itália. As circunstâncias da destruição das outras peças permanecem obscuras.